# Guy Hellers
Guy Hellers est un footballeur luxembourgeois né le 10 octobre 1964. Ce joueur a évolué comme milieu de terrain principalement au Standard de Liège avec lequel il a joué 474 matchs officiels.
Il est le sélectionneur de l'équipe du Luxembourg entre 2004 et 2010 (il démissionne le 4 août).

## Carrière
- ?-? : US Bascharage  Luxembourg
- ?-? : CS Hollerich  Luxembourg
- 1980-1982 : FC Metz  France
- 1983-2000 : Standard de Liège  Belgique

## Palmarès
- 55 sélections et deux buts avec l'équipe du Luxembourg entre 1982 et 1997.
- Vainqueur de la Coupe de Belgique en 1993 avec le Standard de Liège.